# ماجرای فوق‌العاده گوفی
ماجرای فوق‌العاده گوفی (به انگلیسی: An Extremely Goofy Movie) فیلمی ۷۶ دقیقه‌ای به کارگردانی یان هارول با بازی بیل فارمر محصول سال ۲۰۰۰ کشور کانادا است.

## خلاصه داستان
مکسی (پسر گوفی) در دانشگاه قبول می‌شود و با دوستانش به آنجا می‌روند. طی رفتن مکسی، گوفی افسرده می‌شود اما بعد از مدتی تصمیم می‌گیرد او هم به دانشگاه برود که اتفاقاً قبول هم می‌شود. او در دانشگاه باعث شرمساری مکسی می‌شود و یک سری سو تفاهم‌ها پیش می‌آید که مکسی خیلی از دست گوفی ناراحت می‌شود…